# 4578 Kurashiki
A 4578 Kurashiki (ideiglenes jelöléssel 1988 XL1) a Naprendszer kisbolygóövében található aszteroida. Tsutomu Seki fedezte fel 1988. december 7-én.